# Бунюэль в лабиринте черепах
«Бунюэль в лабиринте черепах» (исп. Buñuel en el laberinto de las tortugas) — испанский полнометражный анимационный биографический фильм 2018 года, снятый режиссёром Сальвадором Симо по одноимённому графическому роману Фермина Солиса. Фильм посвящён истории съёмок Луисом Бунюэлем документального фильма «Лас-Урдес. Земля без хлеба».
Фильм входил в шортлист от Испании на выдвижение в номинацию премии «Оскар» за лучший фильм на иностранном языке за 2019 год, однако в итоге на церемонию 2020 года был отобран фильм «Боль и слава».

## Сюжет
1930 год. Премьера сюрреалистического фильма Бунюэля «Золотой век» в Париже вызывает общественный скандал. Режиссёр пытается найти деньги на свой новый проект и возвращается на родину, где встречается со своим приятелем, скульптором-анархистом Рамоном Асином. Асин покупает лотерейный билет и внезапно выигрывает крупную сумму денег. Бунюэль приступает к съёмкам документального фильма о беднейшем регионе страны, Лас-Урдес.

## В ролях
- Хорхе Усон
- Фернандо Рамос
- Луис Энрике де Томаш
- Сирил Коррал
- Пепа Грация
- Рачель Ласкар
- Габриэль Латорре
- Алекс Мартос
- Филипп Новицки
- Виктор Нуньес

## История
Мировая премьера фильма состоялась на фестивале анимационного кино «Animation Is Film Festival» в Лос-Анджелесе 20 октября 2018 года. В кинопрокат в Испании фильм вышел 26 апреля 2019 года. Премьерные показы фильма в России состоялись 10 и 11 сентября в Москве и Санкт-Петербурге, 12 сентября фильм вышел в кинопрокат.

## Награды
- Международный фестиваль анимационных фильмов в Анси: Приз за лучшую оригинальную музыку и особое упоминание жюри[9]
- Фестиваль испанского кино в Малаге: Приз за лучшую музыку[10]
- Международный анимационный фестиваль в Лос-Анджелесе: Специальный приз жюри
- 2019 — Премия Европейской киноакадемии — Лучший анимированный фильм[11]